# Bautista Amieva
Juan Bautista Amieva Tarditti (Tunuyán, 29 de fevereiro de 2000) é um jogador de vôlei de praia argentino, que foi medalhista de ouro nos Jogos Sul-Americanos da Juventude em 2017 no Chile, e de bronze nos Jogos Olímpicos da Juventude em 2018 na Argentina, semifinalista no Campeonato Mundial Sub-19 de 2018 na China.

## Carreira
Em 2017, formava dupla com Mauro Zelayeta, estrearam e terminaram em nono lugar na etapa de Lima do Circuito Sul-Americano de Vôlei de Praia, depois disputaram o Campeonato Mundial Sub-21 em Nanquim e terminara no décimo sétimo lugar, na sequência sagraram-se medalhistas de ouro  nos Jogos Sul-Americanos da Juventude em Santiago, no Chile. No ano seguinte estiveram juntos no Circuito Sul-Americano, terminaram em quinto em três etapas e em nono em uma etapa, e no Finals CSV repetiram esta posição; ainda competiram no Mundial Sub-19 em Nanquim e terminaram na quarta posição, e juntos disputaram Jogos Olímpicos de Verão da Juventude em Buenos Aires e conquistaram a medalha de bronze.
Em 2019, estiveram juntos nos Jogos Sul-Americanos de Praia sediados em Rosário, e alcançaram a quinta colocação final, em seguida participaram da edição do Campeonato Mundial Sub-21 em Udon Thani e finalizaram na nona posição. A partir de 2020, disputa ao lado de Leandro Aveiro terminando na quarta posição na segunda etapa de Lima, pelo circuito sul-americano.
Em 2021 inicia ao lado de Tomás Capogrosso conquistando a quarta posição em Assunção na primeira e segunda etapa do Classificatório para os Jogos Pan-Americanos Júnior em Cáli, qualificados terminaram nos referidos jogos na quinta posição. No Circuito Mundial estrearam no torneio uma estrela de Varsóvia obtendo o quinto lugar, obtendo seu primeiro pódio com a conquista do bronze no torneio uma estrela de Apeldoorn. Ainda em 2021 esteve com Leandro Aveiro e conquistaram a Continental Cup Final em Santiago.
Em 2022 passa formar dupla com Maciel Bueno, juntos atuaram pelo Circuito Sul-Americano 2021–22 terminaram em quarto na etapa de San Juan e já com Leandro Aveiro terminara em quinto etapa de Viña del Mar, mas, conquistaram o quarto lugar no Future de Lecce, depois, os títulos dos Futures de Ciro Marina, Leuven e Ljubljana; Terminaram na quinta posição nos Jogos Sul-Americanos de 2022 em Assunção. Em 2023, terminaram em segundo lugar na etapa de Malargüe e em quarto na etapa de Río Hondo pelo circuito sul-americano. Terminaram em quarto lugar no Future de Ios, Grécia, do circuito mundial.

## Títulos e resultados
- Future de Ljubljana do Circuito Mundial de Vôlei de Praia de 2022
- Future de Leuven do Circuito Mundial de Vôlei de Praia de 2022
- Future de Ciro Marina do Circuito Mundial de Vôlei de Praia de 2022
- Future de IOS do Circuito Mundial de Vôlei de Praia de 2023
- Future de Lecce do Circuito Mundial de Vôlei de Praia de 2022
- Campeonato Mundial Sub-19 de 2018